# Henri Delhoste
Pas d'image ? Cliquez ici

a Compétitions nationales et continentales officielles uniquement.

b Matchs officiels uniquement.
Henri Delhoste, né le 22 juillet 1931 à Perpignan et mort le 24 décembre 2013 à Perpignan, est un joueur de rugby à XIII.
Il effectue toute sa carrière au XIII Catalan et y remporte le Championnat de France en 1957 et la Coupe de France en 1959. Fort de ses performances en club, il est sélectionné à cinq reprises en équipe de France entre 1957 et 1960 et dispute la Coupe du monde 1957.

## Biographie
Il est sélectionné en équipe de France pour la Coupe du monde 1957 avec ses coéquipiers Robert Médus et Francis Lévy.

## Palmarès

### Rugby à XIII
- Collectif :
  - Vainqueur du Championnat de France : 1957 (XIII Catalan).
  - Vainqueur de la Coupe de France : 1959 (XIII Catalan).
  - Finaliste de la Coupe de France : 1952, 1954 et 1957 (XIII Catalan).